# Verma-Naumoff-Syndrom
Das Verma-Naumoff-Syndrom ist eine besondere Form der angeborenen Osteochondrodysplasien mit letalem Verlauf und gehört zu den Kurzripp-Polydaktylie-Syndromen charakterisiert durch kurze Rippen und unterentwickelte Lunge.
Synonyme sind: Kurzrippen-Polydaktylie-Syndrom Typ 3; englisch Short rib polydactyly syndrome; SRPS
Die Erstbeschreibung erfolgte 1974 durch den Mainzer Kinderarzt Jürgen Spranger, die Abgrenzung vom Typ I erfolgte 1975 durch I. C. Verma und 1977 durch P. Naumoff.

## Verbreitung
Die Häufigkeit dieser Krankheitsgruppe ist nicht bekannt, die Vererbung erfolgt autosomal-rezessiv. Dieser Typ gilt als deutlich häufiger als der Typ I Saldino-Noonan-Syndrom.

## Ursache
Der Erkrankung liegen Mutationen Mutationen im DYNC2H1-Gen auf Chromosom 11 Genort q22.3 zugrunde.

## Klinische Erscheinungen
Gemeinsame Merkmale aller Kurzripp-Polydaktylie-Syndrome sind:
- Kurze Rippen mit Thorax – Hypoplasie, Lungenhypoplasie und Ateminsuffizienz
- Verkürzung und Dysplasie von Röhrenknochen, häufig Polydaktylie

Bei diesem Typ finden sich gehäuft ein Hydrops, eingesunkene Nasenwurzel, Ateminsuffizienz, bei gut der Hälfte Polydaktylie.
Hinzu kommen komplexe Herzfehler, Kurzdarm, Malrotation, Analatresie, Urethralatresie, Genitalhypoplasie, Nierenhypoplasie oder -aplasie, Uterus duplex, Lippen-Kiefer-Gaumen-Spalte, Epiglottis-Dysplasie und Ösophagusatresie.

## Diagnose
Im Röntgenbild finden sich kurze Rippen, die Röhrenknochen weisen im Gegensatz zum Saldino-Noonan-Syndrom gezackte Enden auf.
Die Röhrenknochen sind nicht so deutlich verkürzt.
Eine Diagnose mittels Sonographie im Mutterleib ist möglich. In Verdachtsfällen können auch weitere bildgebende Verfahren wie Kernspintomographie oder Computertomographie infrage kommen.